# Ципрея козерожья
Ципрея козерожья (лат. Cypraea capricornica) — брюхоногий моллюск из рода ципреи. Редкий эндемик Австралийского региона.

## Описание
Длина раковины 63 — 78 мм. Раковина крупная, грушевидной формы. Наружная поверхность гладкая, блестящая. Верхний сифон слегка изогнут вправо, на нижнем сифоне имеется небольшой наплыв, что отличает данный вид от других близкородственных видов. Окраска от белой до светло-палевой с рыжими пятнами. Основание раковины — белое с палевыми отметинами.

## Ареал
Береговая линия Австралии — Квинсленд. Эндемик данного региона.

## Образ жизни
Моллюск обитает на глубине 100—700 метров, преимущественно между скал. Хищник — питается губками и мелкими моллюсками.